# Creek County
Creek County ist ein County im US-Bundesstaat Oklahoma. Das U.S. Census Bureau hat bei der Volkszählung 2020 eine Einwohnerzahl von 71.754 ermittelt. Der Verwaltungssitz (County Seat) ist Sapulpa.
Das Creek County ist Bestandteil der Metropolregion um die Stadt Tulsa.

## Geographie
Das County liegt nordnordöstlich des geografischen Zentrums von Oklahoma im südwestlichen Vorortbereich von Tulsa. Es hat eine Fläche von 2.512 Quadratkilometern, wovon 37 Quadratkilometer Wasserfläche sind. An das Creek County grenzen folgende Countys:
| Payne County   | Pawnee County   |                 |
| Lincoln County |                 | Tulsa County    |
|                | Okfuskee County | Okmulgee County |

## Geschichte
Das Creek County wurde am 16. Juli 1907 als Original-County aus Creek-Land gebildet. Der zuvor ausgesuchte Name Moman County zu Ehren von Moman Pruiett wurde im letzten Moment von der Verfassunggebenden Versammlung („Constitutional Convention“) abgelehnt. Stattdessen entschied man sich für den Namen Creek County, nach dem nordamerikanischen Indianervolk der Muskogee (Creek).
27 Bauwerke und Stätten des Countys sind im National Register of Historic Places (NRHP) eingetragen (Stand 28. Mai 2018).

## Demografische Daten
Nach der Volkszählung im Jahr 2010 lebten im Creek County 69.967 Menschen in 26.592 Haushalten. Die Bevölkerungsdichte betrug 28,3 Einwohner pro Quadratkilometer.
Ethnisch betrachtet setzte sich die Bevölkerung zusammen aus 79,7 Prozent Weißen, 2,2 Prozent Afroamerikanern, 10,0 Prozent amerikanischen Ureinwohnern, 0,3 Prozent Asiaten sowie aus anderen ethnischen Gruppen; 6,6 Prozent stammten von zwei oder mehr Ethnien ab. Unabhängig von der ethnischen Zugehörigkeit waren 3,1 Prozent der Bevölkerung spanischer oder lateinamerikanischer Abstammung.
In den 26.592 Haushalten lebten statistisch je 2,57 Personen.
24,9 Prozent der Bevölkerung waren unter 18 Jahre alt, 60,1 Prozent waren zwischen 18 und 64 und 15,0 Prozent waren 65 Jahre oder älter. 50,5 Prozent der Bevölkerung war weiblich.

Das jährliche Durchschnittseinkommen eines Haushalts lag bei 40.859 USD. Das Prokopfeinkommen betrug 20.937 USD. 12,9 Prozent der Einwohner lebten unterhalb der Armutsgrenze.

## Orte im Creek County
Citys
| - Bristow - Drumright1 - Oilton | - Sapulpa2 - Stroud3 |

Towns
| - Depew - Kellyville - Kiefer - Lawrence Creek | - Mannford4 - Mounds - Shamrock - Slick |

Census-designated place (CDP)
- Oakhurst2

weitere Unincorporated Communitys
| - Aron - Bellvue - Bowden - Edna - Frey - Gypsy | - Heyburn - Hilton - Iron Post - Markham - Milfay - Newby | - New Mannford - Oakridge - Olive - Parthena - Pemeta - Player | - Pulaski - Ritts Junction - Tabor - Tuskegee |

1 – teilweise im Payne County

2 – teilweise im Tulsa County

3 – teilweise im Lincoln County

4 – teilweise im Pawnee und im Tulsa County